# Santuario de la Virgen de Vallivana
Nuestra Señora de Vallivana o Virgen de Vallivana es una advocación mariana que se venera en el Santuario de Nuestra Señora de Vallivana, ubicado a 22 km de la ciudad de Morella, provincia de Castellón, a la cual pertenece. Debe su nombre al topónimo Vallivana, que significa valle yermo, no cultivable, y celebra su fiesta el 8 de septiembre, día de las vírgenes encontradas.
A pesar de que la leyenda cuenta que fue traída desde Tierra Santa por el apóstol Santiago en su viaje hacia Valencia, se trata de una talla de 29 cm de finales del siglo XIV o principios del XV y por lo tanto pertenece al gótico.
Fue coronada canónicamente en el Sexenio de 1910, el 28 de agosto, y en 1952 fue proclamada patrona canónica de la ciudad de Morella.

## Historia y leyenda primitiva

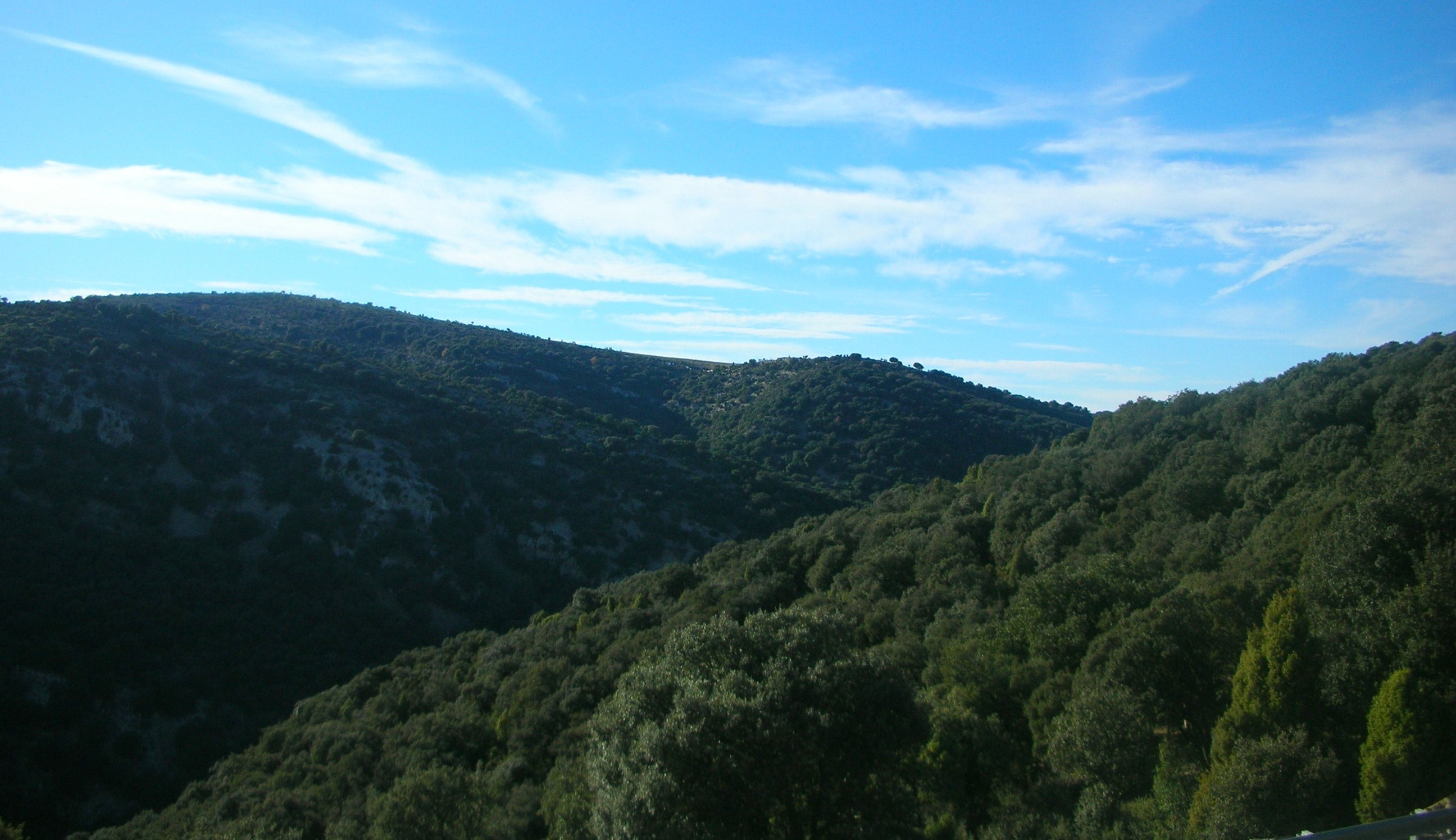
Montes de Vallivana

La leyenda y la tradición hacen remontar el origen de esta imagen de María a los tiempos jacobeos. Se dice que es un regalo del Apóstol San Jaime (Apóstol Santiago), que al venir a evangelizar a los españoles, desembarcó en Los Alfaques (Tarragona) y antes de pasar a Valencia «quiso venir a nuestra Bisgargis (Morella) y como en el barranco de Vallivana se hallare un templo consagrado a los dioses de la gentilidad Júpiter y Diana, derrocó los falsos simulacros y dejó la imagen de María para recuerdo de su Misión».
Según cuenta mosén José Segura Barreda, en un libro que se conservó hasta 1840 en las Casas Capitulares, del que lo copió Antonio Martí, constaba que al año siguiente de la conquista de Morella por don Blasco de Alagón, se encontró la imagen de María en el fondo del barranco de Valllivana, lugar en donde había sido ocultada para librarla de ser destruida por los musulmanes a su llegada a la cormarca hacia 714. El Padre Calasanz Rabaza, Sch. P., con su florida fraseología, describe así este supuesto hallazgo: «Era el año de 1234 (1233)... en aquellas dehesas de Salvassoria y Vallivana, ... en la acre ladera que mira al hondo barranco, fue sorprendido un pastor, humilde rey de aquellos desiertos, por los persistentes ladridos de su mastín, que le atrajeron a la enmarañada cueva. Creció la sorpresa ante un resplandor extraordinario que entre los matorrales se cernía, procedente de un cirio que ardía en sendo candelero. La sorpresa culminó en asombro al advertir que la lucecilla alumbraba una preciosa imagen de la Santísima Virgen... Bajo la preciosa efigie había plegado un pergamino... del cual no hubieron cuenta los indoctos». Los Gozos dedicados a la Virgen de Vallivana también cantan este hecho.
Gazulla de Ursino (1674-1745) es quien primero da la noticia del origen tan antiguo de la imagen, en unos versos que compuso para las fiestas sexenales de 1702, pero no dio ninguna razón convincente en favor de la tradición jacobea; sólo conjeturas, tradiciones y un sermón que en 1698 predicó en Morella el obispo Auter de Tortosa.
En la localidad de Torres Torres (Valencia), también se celebra el día 9 de septiembre la festividad de la virgen de vallivana en el que las chicas sacan a la virgen por las calles de la localidad.

## Iconografía

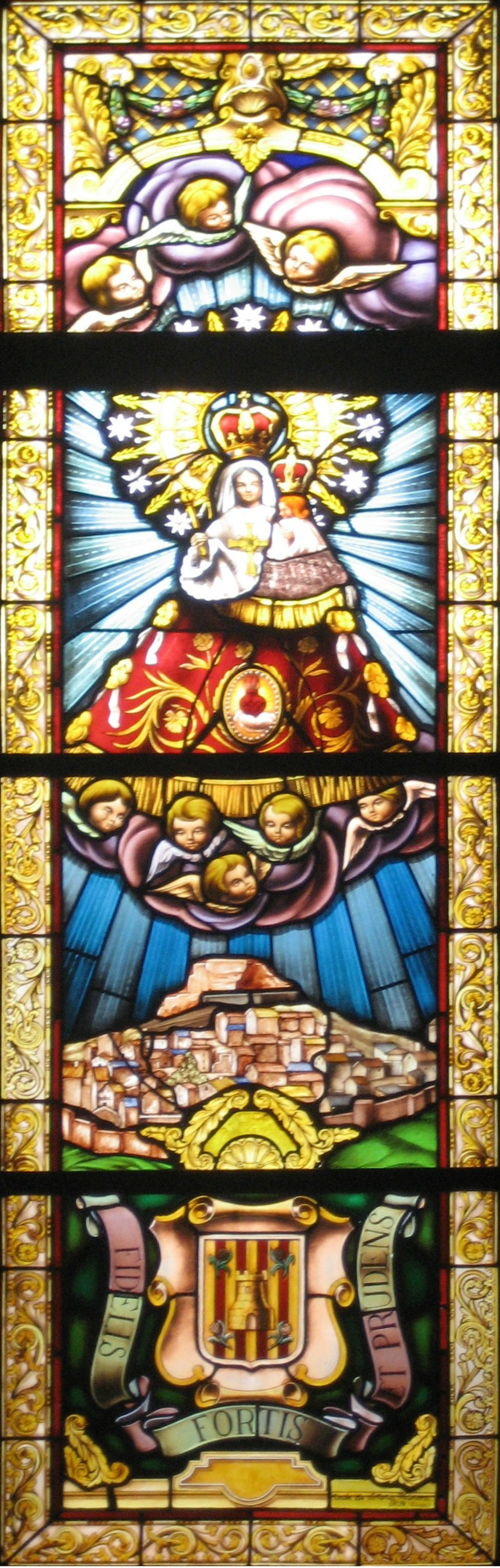
Vitral con la imagen de la virgen de Vallivana presente en la Parroquia de San José de Jatibonico y Arroyo Blanco, en Cuba

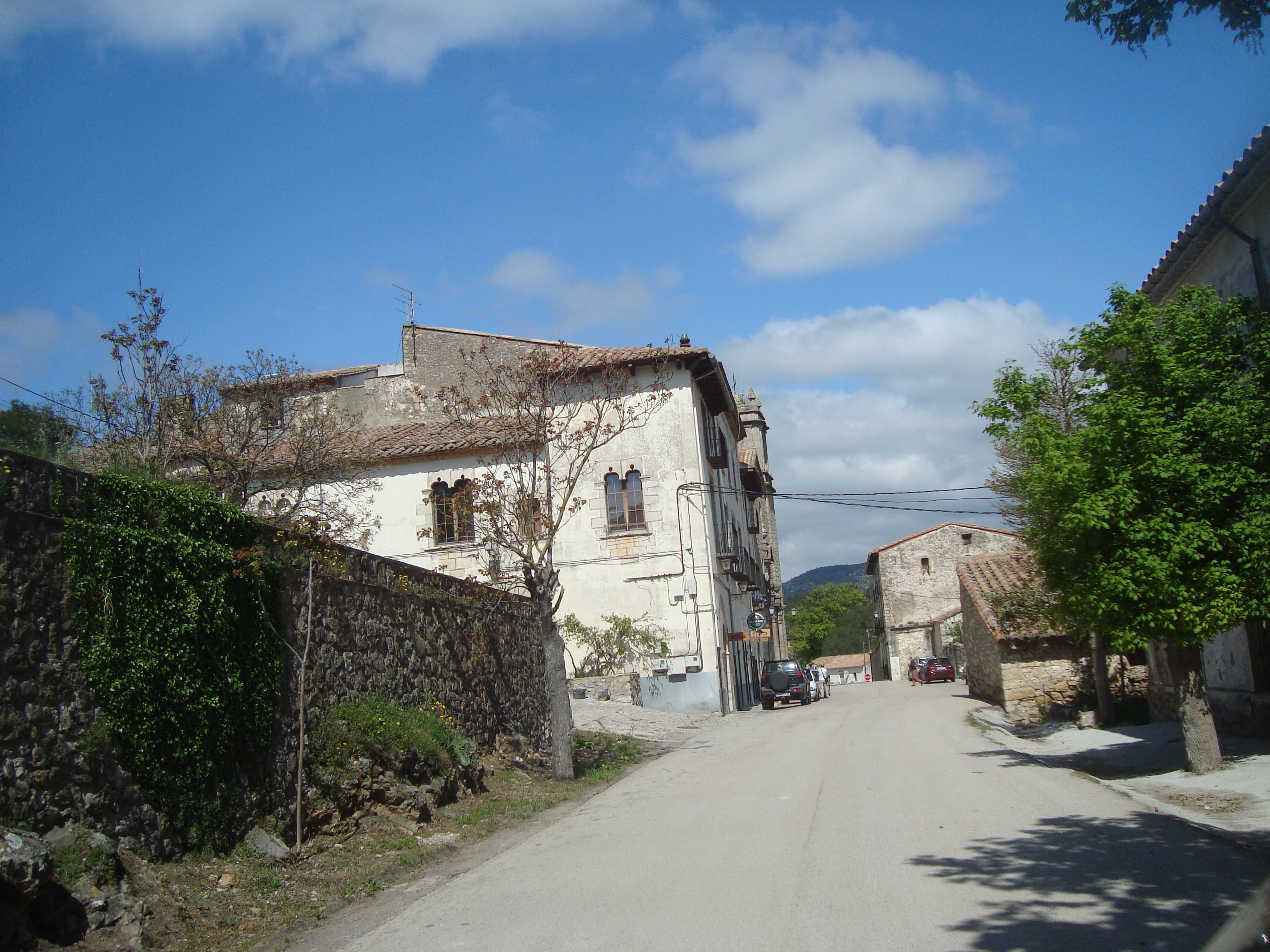
La Vallivana

No puede remontarse el hallazgo de la actual imagen de la Virgen de Vallivana a la primera mitad del siglo XIII ni mucho menos su factura a los tiempos jacobeos, a pesar de la piadosa tradición que llevó a algún artista anónimo del siglo XV a esculpir en la macolla de una cruz de piedra, cuyos restos fueron hallados en lo alto del Coll de Vallivana —la masía del Coll, perteneció a los Gazulla de Ursino— la imagen del apóstol Santiago llevando en su mano izquierda una ermita, desconociéndose qué debía llevar en la derecha por hallarse mutilado este miembro. Esta estatuilla de la Virgen no puede, por todas sus cualidades artísticas, remontarse más allá de principios del siglo XV o como máximo de finales del XIV; ni tampoco se conserva documentación escrita referente a la misma o a la Iglesia a ella dedicada, anterior a dicha época.
Excepto A. Sánchez Gozalbo, puede decirse que nadie ha estudiado la escultura. Según se desprende del estudio de este autor y de nuestras observaciones personales, la Mare de Déu de Vallivana, es de barro cocido policromado, alcanzando una altura de 29 cm. Sobre el brazo izquierdo lleva al Niño Jesús y ambos gozan de una graciosa expresión en sus bien modelados y suaves rostros. El brazo derecho de la Virgen debió romperse, ya que el actual se ha añadido, junto al cuello y sobre el hombro se advierten signos de fractura; sostiene un ramo de azucenas. La escultura, revestida ya desde principios del siglo XVIII por vestido de forma triangular ricamente bordado, viste túnica blanca, ceñida por cordón del mismo color y cubierta por manto azul oscuro, salpicado de círculos amarillos, no dejando al descubierto más que las afiladas y airosas puntas de los escarpines que calza. Sobre la cabellera, partida, ostenta corona real flordelisada de cuatro florones, ambos, corona y cabellera de color oscuro. Su faz, dulce y graciosa, muestra una ligera hinchazón en la mejilla derecha.
El niño, viste túnica azul oscuro como el manto de su Madre y por una abertura de la misma muestra la rodilla y el pie derecho, roto alguna vez. Por debajo de la túnica aparece el pie izquierdo. Su larga cabellera es del mismo color que la de la Virgen. Posa la mano derecha sobre el pecho de la Virgen y con la izquierda sostiene el globo.
No puede remontarse más allá de la fecha señalada anteriormente, la antigüedad de esta imagen de María. Las características anatómicas faciales y la distribución de las vestiduras, son propias de la escuela tolosana, que, a través de Cataluña, llevó a nuestra tierra el espíritu y el arte del cuatrocientos ultrapirenaico. Quizá se esculpió hacia 1423, fecha de la sustitución de la primitiva Iglesia o devota, según los archivos locales.

## Etimología
La Mare de Déu de Vallivana debe su nombre al topónimo Vallivana, "vall i vana", que significa valle yermo, no cultivable, aunque otras versiones reivindican su procedencia de la abreviatura italiana del nombre Juana (Giovana). De origen hebreo, que significa "Aquella dada por el Señor". Variantes: Vanna, Ivana.

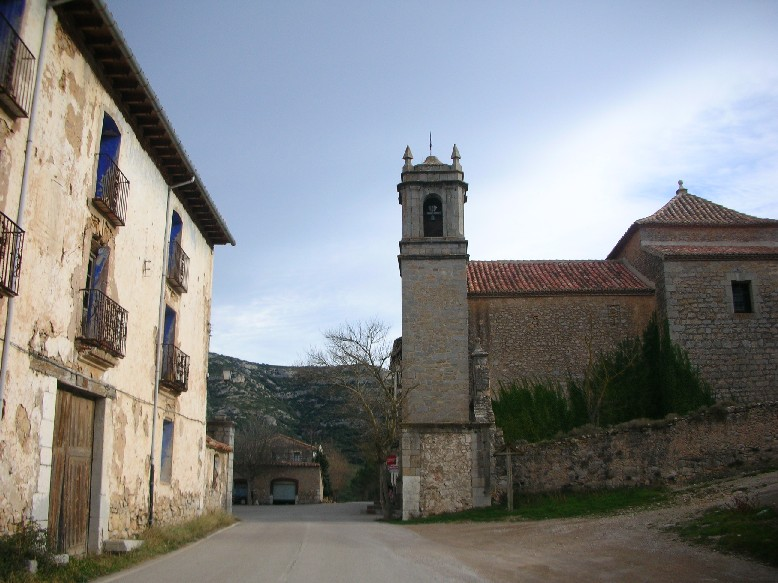

## El santuario
Hasta principios del siglo XV no poseemos ningún dato cierto sobre la existencia de una capilla o devota dedicada a la Mare de Déu de Vallivana, aunque parece casi segura la existencia de algún templo ya a finales del XIV. Sabemos que en 1410, San Vicente Ferrer se albergó en Vallivana y que cuando en julio de 1414, el rey  Fernando de Antequera fue a Morella para tratar con el Papa Benedicto XIII, el Papa Pedro de Luna, acerca del Cisma de Occidente, Benedicto pernoctó en Vallivana la noche del 16 de aquel mes y allí permaneció todo el día siguiente con sus cardenales, obispos y servidumbre y concedió numerosas gracias a la ermita de la Virgen en la que pudo realizar sus ejercicios religiosos.
Bien por consejo de Benedicto XIII, bien por las gracias concedidas po el mismo, lo cierto es que aumentó en gran manera la afluencia de devotos y los Jurados de Morella proyectaron un plan para construir una Iglesia más capaz, pero, aunque dos años después se resolvió favorablemente esta decisión, no pudo ampliarse aquella devota trecentista, alzada cabe la fuente que nace en el barranco de Vallivana, junto al camino de Morella.
Los datos sacados de los archivos locales denotan un florecimiento hacia 1423, época de la sustitución de la primitiva devota y quizá de la construcción de la actual imagen gótica.
El 6 de julio de 1427, el rector de la Iglesia de San Juan, Bernardo Mascarell, cede sus derechos administrativos sobre Vallivana, a los Jurados de Morella a cambio de diez sueldos anuales y alguna otra pequeña concesión. En mayo de 1428, se reunieron nuevamente el Justicia, Jurados, Oficial y Prohombres y se acordó levantar nueva Iglesia, capaz y bien adornada, nombrando una comisión al efecto para que pasase a Vallivana en compañía de los maestros de obras y designasen el punto más oportuno. Uno de los comisionados fue el rector Mascarell, de San Juan, y éste, con dos Jurados, pasó a informarse del ermitaño de Nuestra Señora de la Fuente de Traiguera. Consta también que la antigua ermita estaba al cuidado de Bartolomé Balaguer. Aquel mismo año de 1428, comenzaron las obras que no acabaron hasta 1436. El lugar designado fue al lado de la fuente, junto al camino real. Era de una sola nave, sin crucero, con bóveda de madera sostenida por arcos apuntados. Estuvo abierta al culta hasta que se bendijo la actual, quedando entonces relegada para casa hospedería primero y más tarde para cuartel de la Guardia Civil.
La devoción a la Mare de Déu de Vallivana fue en aumento durante los siglos XVI y XVII y sobre todo a partir del año 1672, cuando se reconoció su poderosa mediación calmando los estragos de la peste, origen de las Fiestas Sexenales. Por todo ello, los Jurados de la Villa de Morella, a ruegos de muchos devotos, propusieron en 1703 que fuera levantado un nuevo templo. La  Guerra de Sucesión entorpeció estos deseos y sólo en 1714, pacificada España, se emprendieron las obras que tras numerosas interrupciones no se vieron acabadas hasta 1738. En la visita que el obispo Camacho hizo a la Arciprestal aquel mismo año, acusó a los regidores de poca actividad y les encargó que cuanto antes trasladasen la imagen de María Santísima al nuevo templo. Esta traslación se hizo en abril de 1738, pocos días antes de las Fiestas Sexenales (véase Sexenio), según la orden que se pasó a Bartolomé Traver, capellán de la ermita. Miguel Climent, maestro de obras, pudo colocar la primera piedra y ver acabado el templo. La iglesia es de una sola nave, capillas laterales, crucero y camarín de estilo neoclásico, con portada barroca. La fachada del templo actual está formada por un campanario cuadrado y un templete corintio, con columnas salomónicas que sostienen un frontón triangular, con estatua de la Virgen y el escudo de Morella, todo labrado en piedra. 
En las capillas laterales había cuatro altares, platerescos unos, barrocos los otros (desaparecidos en 1936) que ostentaban en el centro de los arcos los escudos de las familias morellanas que los donaron y sobre los cuales ejercieron su patronazgo: los Beneyto, Creixell, Segura y La Figuera. El interior de la Iglesia fue restaurado en 1817-18 por el villarrealense Francisco Candau. 
Se perdieron también las pinturas que exornaban las paredes firmadas por pintores morellanos: Joaquín Oliet, los Cruella, padre e hijo, etc.

## Hospedería del santuario
Aunque no tengamos noticia exacta de su inicio es de suponer que se instalaría en los primeros tiempos que se levantó la primitiva iglesia, téngase en cuenta que el Papa Luna y San Vicente Ferrer ya se hospedaron en su recinto en 1414 y 1410. Actualmente se encuentra adosada a la iglesia y es una mansión gótica del siglo XV, con varios detalles de su estilo.
La hospedería conserva dos ventanales góticos en la habitación que ocupó San Vicente Ferrer a su paso en 1410, y sobre la puerta, el escudo gótico de Morella, coronado por una imagen de la Virgen de Vallivana también gótica. Para entrar en la misma había que hacerlo, hasta 1927, por una puerta de medio punto que conducía a un destartalado patio del que arrancaban las escaleras que conducían a la casa y a la Iglesia. Pero en la fecha indicada, se emprendió una amplia reforma convirtiendo la vieja entrada en un zaguán rectangular con zócalos de azulejos y comunicando a la vez con la Iglesia, la hospedería propiamente dicha y actualmente con un amplio y moderno restaurante.
Dispone de varias habitaciones debidamente amuebladas con todos los servicios de vajilla, ropa blanca, etc. que en verano son alquiladas. Todos los vecinos de Morella gozan del privilegio de poder usar gratis el servicio de vajilla y pernoctar una noche.

## Patronato del ermitorio
El patronato sobre el ermitorio lo ejerce el Ayuntamiento de Morella por medio de un Administrador y en lo religioso está enclavado dentro de los límites de la Parroquia de San Juan Bautista, de cuyo rector dependía su capellán, siendo casi seguro que ya lo había en 1436. Para atender las necesidades de este capellán, parece que desde tiempos muy antiguos se asignaban las rentas de la casa y tierras de la posada. El primer administrador del que tenemos noticias del ejercicio de su cargo en Vallivana fue Bartolomé Balaguer en el año 1427. Otros administradores fueron: Don Vicente Girona en 1910; desde 1980 hasta hoy el administrador es don Julián Pastor, de Morella. D. Julián Pastor falleció el 13 de junio de 2011 y poco después fue nombrado Jesús Sangüesa Ortí como nuevo administrador hasta el día de hoy.

## Coronación
La Virgen de Vallivana fue coronada canónicamente el 28 de agosto de 1910 (Sexenio de 1910) y en el Sexenio de 1952 fue declarada Patrona Canónica de Morella. Roma dio luz verde a la coronación, después de estudiar la documentación enviada durante unos siete años. En aquel entonces, únicamente las vírgenes de Montserrat, la Merced y Begoña, a nivel nacional, estaban coronadas. Así, la Virgen de Vallivana se convirtió en la única en el obispado de Tortosa en tener este reconocimiento. Roma tomó la determinación por la antigüedad de la imagen, por la devoción a ella y por los hechos que se le atribuían.

## Fiestas en honor a la Virgen

### La rogativa de mayo
El primer sábado del mes de mayo se celebra la Rogativa (o romería) al Santuario de la Virgen de Vallivana, para honrar a la patrona de Morella. Centenares de personas recorren a pie los 22 km que separan la ciudad del santuario, ubicado junto a la carretera N-232. El regreso, también a pie, se realiza el domingo. La Rogativa es una tradición muy arraigada que se celebra todos los años en mayo, excepto cuando Morella celebra el Sexenio.
El inicio de esta romería se remonta al año 1478; ese año se acuerda que el primer sábado de mayo se vaya en procesión de romería, a visitar a la Virgen, en cada uno de los siguientes santuarios y por este orden: El primer año al de Ntra. Sra. de Vallivana; el segundo año al de Ntra. Sra. de La Balma, de Zorita; y al tercer año al de Ntra. Sra. de la Fuente, de Castellfort; continuando así todos los años por riguroso orden de rotación.
Esta piadosa costumbre duró hasta el año 1620, en que se acordó por las autoridades, ir todos los años el primer sábado de mayo a visitar en romería a Ntra. Sra. de Vallivana, cuya tradición viene cumpliéndose cada año, con un aumento de participación cada vez mayor, principalmente de jóvenes.

### El Sexenio
Cada 6 años desde el 14 de febrero de 1673 morella celebra sus fiestas sexenales, Novenario solemne de Fiestas en honor de la Mare de Déu de Vallivana con motivo del gran beneficio alcanzado de su Patrona con la súbita desaparición de unas fiebres malignas que diezmaban la población. (véase descripción de las fiestas en el artículo Sexenio).
El escritor morellano Carlos Gazulla de Ursino, cuyos padres habían sido testigos de los hechos, recogía de esta manera la milagrosa desaparición de las fiebres malignas tras el paso de la Virgen de Vallivana por las calles de Morella: «Los enfermos sacramentados y aún con la Santa Unción salían a las ventanas a adorar a esta celestial Princesa y cuantos se levantaron ya no volvieron a las camas; desde cuyo instante se ausentó la parca».

## Fuentes

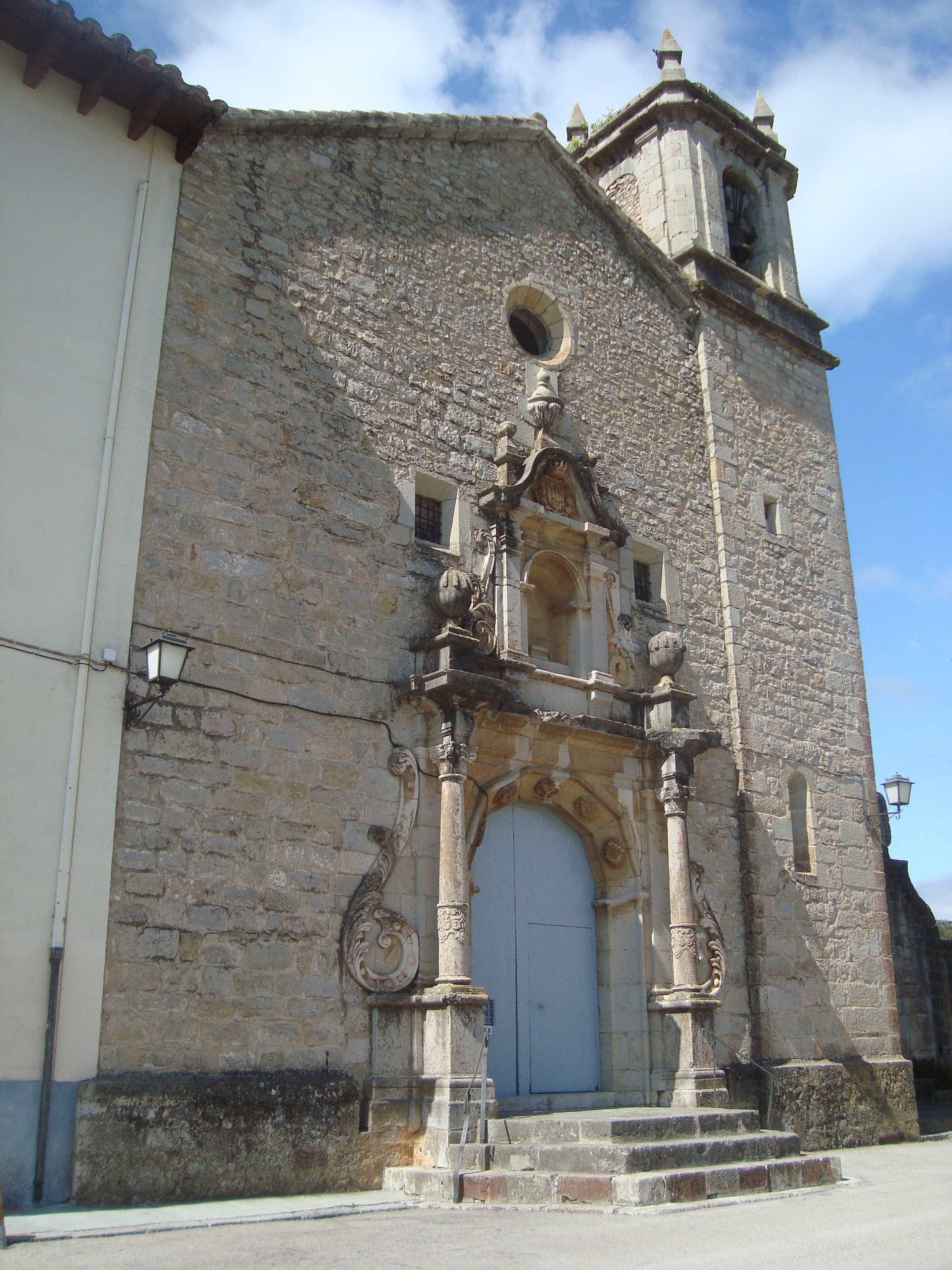
Santuario de la Vallivana (Dena de Coll y Moll, Morella).

## Reivindicación de la villa de Catí
El santuario está en los límites que separan el término de Catí del de Morella. Como la dehesa de Vallivana pertenecía a todas las aldeas, no se cuidaron de señalar los lindes con arreglo a las cartas pueblas y así Catí, en el siglo XV y sobre todo en el XVI, cuando el ermitorio era ya concurrido, pretendió que la casa de Vallivana estaba dentro de los límites que le había designado Blasco de Alagón. La dificultad en atinar la correspondencia de ciertos topónimos de la carta puebla con otros de la época, llevó a un pleito entre Morella y Catí sobre jurisdicción municipal en el mesón y casa de Vallivana. Pero Morella se hallaba en posesión del ermitorio desde hacía dos siglos y los pretendidos derechos de Catí habían prescrito. A pesar de esto, Catí se empeñó en poner sus armas sobre la puerta de la posada, y en una procesión que salió de aquel lugar el Justicia llevaba su vara alta, para indicar que se hallaba dentro de su término jurisdiccional. Por último, quedó Vallivana de Morella y el Santuario del patronazgo de sus autoridades civiles.

## La Virgen de Vallivana patrona de Picassent
“En el siglo XVIII hubo una gran peste y moría mucha gente, por lo que un sacerdote procedente de Morella propuso sacar en procesión una réplica de la imagen de la Virgen de Vallivana, y la peste desapareció. Como agradecimiento, se decidió construirle una ermita y nombrarla patrona de Picassent”. Se le construyó una ermita en 1738. Fue coronada en 1957.